# 콜린 가르시아
콜린 가르시아(Coleen Garcia, 1992년 9월 24일 ~ )는 필리핀의 모델, 배우이다.